# Талдык (село)
Талдык (каз. Талдық) — село в Айтекебийском районе Актюбинской области Казахстана. Административный центр и единственный населённый пункт Кайрактинского сельского округа. Код КАТО — 153451100.

## Население
В 1999 году население села составляло 554 человека (283 мужчины и 271 женщина). По данным переписи 2009 года, в селе проживали 352 человека (195 мужчин и 157 женщин).